# Лучший друг (фильм, 2000)
«Лучший друг» (англ. The Next Best Thing) — американский кинофильм 2000 года, последний фильм режиссёра Джона Шлезингера. Премьера состоялась 3 марта. Специально для фильма Мадонна исполнила новую версию песни Дона Макклина «American Pie».

## Сюжет
Эбби Рейнольдс (Мадонна) за 30, она живет в Лос-Анджелесе, работает инструктором по йоге. Однажды её бросает любимый мужчина. За поддержкой она идёт к своему лучшему другу гею Роберту (Руперт Эверетт), ландшафтному дизайнеру. Чтобы развеяться, они устраивают вечеринку, после которой просыпаются вместе в одной кровати… Через некоторое время Эбби понимает, что беременна и отцом её ребёнка является Роберт. Друзья решают воспитывать ребёнка вместе, у них рождается мальчик.
...проходит 5 лет. Дружеский союз Эбби и Роберта крепок, они живут вместе, воспитывают сына Сэма, параллельно пытаясь наладить личную жизнь, у обоих за этих годы было много свиданий, но не вышло прочных отношений. Однако однажды Эбби знакомится с Беном, они начинают встречаться, а затем решают пожениться и уехать в другой штат, забрав с собой Сэма. Роберт против расставания с сыном. Лучшие друзья начинают судебное разбирательство за опеку над мальчиком...

## В ролях
| Актёр             | Роль            |
| ----------------- | --------------- |
| Руперт Эверетт    | Роберт Уиттакер |
| Мадонна           | Эбби Рейнольдс  |
| Бенджамин Брэтт   | Бен Купер       |
| Майкл Вартан      | Кевин           |
| Джозеф Соммер     | Ричард Уиттакер |
| Линн Редгрейв     | Хелен Уиттакер  |
| Малкольм Стампф   | Сэм             |
| Нил Патрик Харрис | Дэвид           |

## Награды
- Мадонна получила «Золотую малину» в номинации «худшая актриса года».